# 小行星9223
小行星9223（英語：9223 Leifandersson）是一颗围绕太阳公转的小行星。1995年12月18日，太空监视在基特峰发现了此天体。
这颗小行星的绝对星等为22.88151等。